# Selaginella arenicola
Selaginella arenicola är en mosslummerväxtart. Selaginella arenicola ingår i släktet mosslumrar, och familjen mosslummerväxter.

## Underarter
Arten delas in i följande underarter:
- S. a. arenicola
- S. a. riddellii